# Sustantivos alemanes
Un sustantivo alemán pertenece a uno de tres géneros gramaticales (masculino, femenino y neutro), cada uno con su caso de declinación correspondiente. Otro tipo de declinación se usa para los plurales. La forma de un sustantivo dependen de tres categorías gramaticales:
- El género gramatical influencia artículos, adjetivos y pronombres. Nótese que el género no tiene relación con el sexo biológico del sustantivo (por ejemplo, la palabra para 'muchacha' es neutra, mientras que para 'luna' es masculina). El género debe pensarse como un atributo del sustantivo.
- El número (singular o plural) y
- El caso gramatical (nominativo, acusativo, dativo o genitivo) deben tenerse en cuenta en el momento de declinar el sustantivo.

En alemán los sustantivos tienen la particularidad de que la primera letra siempre se escribe en mayúscula (sigue estrictamente la regla "Los nombres propios con mayúscula"; der Tisch = 'la mesa' es el nombre de ese objeto).

## Generalidades
La declinación depende esencialmente del género del nombre y la clase temática, y puede verse complicada por la presencia de cambios vocálicos (umlaut); tanto al final de la palabra como la raíz pueden verse alteradas por la inflexión:
Der Mann - Die Männer ('el hombre - los hombres', ambos en nominativo)
Algunos sustantivos sólo poseen forma singular (Singulariatantum); otros poseen sólo forma plural (Pluraliatantum):
Das All, Der Durst, der Sand (espacio/todo, sed, arena)
Die Kosten, die Ferien (los costos, las vacaciones)
Algunas palabras cambian su significado cuando cambian su número:
Geld 'dinero' - Gelder ('distintas fuentes de dinero')
Wein 'vino' - die Weine 'vinos' (en el sentido de distintas clases de vinos)
Unas pocas palabras tienen dos formas plurales con significados distintos:
Wort ("palabra") - Wörter ("palabras separadas", como en cinco palabras) - Worte (palabras conectadas y significado, como en sus últimas palabras)
Band - Bande ("lazo") - Bänder ("cintas")

### Tipos de declinaciones
Las cuatro clases de casos de declinación son:

Singular:

I: sin declinación: usado para los sustantivos femeninos

die Frau, die Frau, der Frau, der Frau (mujer)

II: genitivo -(e)s, dativo -(e): usado para todos los sustantivos neutros y la mayoría de los sustantivos masculinos

der Mann, den Mann, dem Mann(e), des Mann(e)s (hombre)

das Kind, das Kind, dem Kind(e), des Kind(e)s (niño)

III: -(e)n para genitivo, dativo y acusativo: usado para los sustantivos masculinos en -e y algunos otros, en su mayoría sustantivos animados. A esta clase de sustantivos se la llama frecuentemente sustantivos en n.

a) der Drache, den Drachen, dem Drachen, des Drachen (dragón)

b) der Prinz, den Prinzen, dem Prinzen, des Prinzen (príncipe)

Plural:

IV: dativo -n: usado para todos los sustantivos, excepto aquellos que terminan en -n o -s en el nominativo plural

a) die Kinder, die Kinder, den Kindern, der Kinder (niños)

b) die Frauen, die Frauen, den Frauen, der Frauen (mujeres)
 
Nótese que estas clases no muestran cómo transformar un sustantivo singular en su forma plural.

#### Reglas generales de declinación
- Dado el nominativo singular, genitivo singular y nominativo plural de un sustantivo, es posible determinar su declinación.
- Nótese que en todos los sustantivos femeninos, todas las formas plurales son idénticas.
- El dativo plural de todos los sustantivos termina en -n si tal terminación no existía, salvo en aquellos sustantivos cuya forma plural termina en -s, normalmente el caso de palabras tomadas prestadas.
- La mayoría de los sustantivos no declinan en los casos acusativo y dativo. Una clase reducida, en su mayoría sustantivos masculinos, llamados "sustantivos débiles" toma su terminación -n o -en todos los casos salvo en nominativo.

#### Clases de declinación
|            | Singular    | Singular    | Singular    | Singular    | Plural    | Plural    | Plural     | Plural    |                                                        |
| Clase      | Nom.        | Acu.        | Dat.        | Gen.        | Nom.      | Acu.      | Dat.       | Gen.      | Ejemplo y traducción                                   |
|            | der/das/die | den/das/die | dem/dem/der | des/des/der | die       | die       | den        | der       |                                                        |
| -(e)s, -e  | Berg        | Berg        | Berg(e)     | Berg(e)s    | Berge     | Berge     | Bergen     | Berge     | der Berg, des Berg(e)s, die Berge (montaña)            |
| -(e)s, -er | Bild        | Bild        | Bild(e)     | Bild(e)s    | Bilder    | Bilder    | Bildern    | Bilder    | das Bild, des Bild(e)s, die Bilder (imagen)            |
| -(e)s, -en | Staat       | Staat       | Staat(e)    | Staat(e)s   | Staaten   | Staaten   | Staaten    | Staaten   | der Staat, des Staat(e)s, die Staaten (estado)         |
| -s, -      | Fahrer      | Fahrer      | Fahrer      | Fahrers     | Fahrer    | Fahrer    | Fahrern    | Fahrer    | der Fahrer, des Fahrers, die Fahrer (conductor)        |
| -s, -e     | Lehrling    | Lehrling    | Lehrling    | Lehrlings   | Lehrlinge | Lehrlinge | Lehrlingen | Lehrlinge | der Lehrling, des Lehrlings, die Lehrlinge (educando)  |
| -s, -s     | Radio       | Radio       | Radio       | Radios      | Radios    | Radios    | Radios     | Radios    | das Radio, des Radios, die Radios (radio)              |
| -en, -en   | Student     | Studenten   | Studenten   | Studenten   | Studenten | Studenten | Studenten  | Studenten | der Student, des Studenten, die Studenten (estudiante) |
| -, -       | Mutter      | Mutter      | Mutter      | Mutter      | Mütter    | Mütter    | Müttern    | Mütter    | die Mutter, der Mutter, die Mütter (madre)             |
| -, -en     | Meinung     | Meinung     | Meinung     | Meinung     | Meinungen | Meinungen | Meinungen  | Meinungen | die Meinung, der Meinung, die Meinungen (opinión)      |
| -, -e      | Kraft       | Kraft       | Kraft       | Kraft       | Kräfte    | Kräfte    | Kräften    | Kräfte    | die Kraft, der Kraft, die Kräfte (poder)               |
| -, -s      | Kobra       | Kobra       | Kobra       | Kobra       | Kobras    | Kobras    | Kobras     | Kobras    | die Kobra, der Kobra, die Kobra (cobra)                |
| -ns, -n    | Name        | Namen       | Namen       | Namens      | Namen     | Namen     | Namen      | Namen     | der Name, des Namens, die Namen (nombre)               |

#### Declinaciones irregulares
|            | Singular  | Plural     |
| ---------- | --------- | ---------- |
| Nominativo | der Herr  | die Herren |
| Acusativo  | den Herrn | die Herren |
| Dativo     | dem Herrn | den Herren |
| Genitivo   | des Herrn | der Herren |

|            | Singular     | Plural     |
| ---------- | ------------ | ---------- |
| Nominativo | das Herz     | die Herzen |
| Acusativo  | das Herz     | die Herzen |
| Dativo     | dem Herz(en) | den Herzen |
| Genitivo   | des Herzens  | der Herzen |

Muchos sustantivos extranjeros admiten formas plurales irregulares:
-s, -en     das Thema, des Themas, die Themen (tema)
-s, PL      das Thema, des Themas, die Themata
-0-, -en    der Kommunismus, des Kommunismus, (die Kommunismen) (comunismo)
-0-, PL     der Modus, des Modus, die Modi  (modo)
En algunas publicaciones religiosas (especialmente católicas), el nombre de Jesús se declina como en Latín:
A pesar de que el caso ablativo no está presente en alemán, se usa si se usara en latín. El genitivo "Jesu" es mucho más frecuente que los otros casos, como en "Die Kreuzigung Jesu" (La crucificación de Jesús").